# Jo-Wein
Jo-Wein är en klan i Liberia. Den ligger i Jo River District i regionen River Cess County, i den centrala delen av landet, 160 km öster om huvudstaden Monrovia.